# Mogorjelo
Mogorjelo je jedinstven arheološki spomenik iz rimskog doba, dobro očuvana stara rimska villa rustica, smješten u neposrednoj blizini Čapljine, u južnom dijelu Bosne i Hercegovine. Ovaj spomenik kulture spada u najljepša zdanja kasne antičke arhitekture u cijeloj Bosni i Hercegovini.
Nacionalnim spomenikom Bosne i Hercegovine proglašen je na sjednici Povjerenstva za očuvanje nacionalnih spomenika BiH održanoj od 5. do 11. studenog 2002. godine.

## Postanak Mogorjela
Kulturno-povijesni i znanstveni značaj Mogorjela može se promatrati kroz njegovu blizinu rimskom gradu Naroni. U okolinu grada su se počeli doseljavati Italci. U prilog tome govori natpis iz Tasovčića podignut u čast Oktavijanu i njegovoj pobjedi i osvajanju Sicilije 36. g. pr. Kr. Od tada počinje aktivno naseljavanje Italika koje je bilo najintenzivnije početkom 1. stoljeća kada su kolonisti iz Narone (moguće i iz Ad Turresa kod Tasovčića) izgradili poljoprivredno gospodarstvo, a u svrhu opskrbljivanja Narone. U blizini Narone poznato je dosta ovakvih naselja od kojih je istražena jedino vila rustica u Višićima, a koja je datirana u 2. stoljeće. Sva ta naselja potvrđuju naseljavanje doline Neretve početkom 1. stoljeća ili najkasnije u doba cara Tiberija.

## Podrijetlo imena
Postoji više teorija o podrijetlu imena Mogorjelo. Pučka predaja povezuje Mogorjelo s izrazom "mnogo gorjelo", a hrvatski je jezikoslovac Petar Skok dovodio Mogorjelo u vezu sa starom mediteranskom riječi magullellus (kućica, daščara). Danas je prihvaćeno mišljenje da je Mogorjelo zapravo skraćenica grčkoga imena Hermagoras (Mogor), a po sv. Hermagori ili Mogoru, učeniku sv. Marka evanđelista, posebno štovanom u Akvileji.

## Gradnja i arhitektura
Arheološka iskapanja Carla Patscha, od 1899. do 1903. pokazala su da se građevinski kompleks na Mogorjelu sastoji iz više faza. Najstarije građevine potječu iz 1. stoljeća kada je lokalitet služio kao zemljoradnički centar (villa rustica fructuaria). Postojalo je nekoliko građevina koje su bila povezane hodnicima, a u središtu je bila izgrađena stambena zgrada, kupalište i zgrada za poljoprivrednu proizvodnju. Postojala je i uljara, te mlin i pekarna. Ciglana, radionica za izradu keramičkih posuda te staja bile su izgrađene izvan kompleksa.
Na ruševinama ovog zdanja koje je vjerojatno izgorjelo u požaru, u 4. stoljeću izgrađena je rimska utvrda (castrum) pravilne osnove s tornjevima na kutovima (poput Dioklecijanove palače u Splitu), dimenzije 102×86 m. Postojala su četiri obrambena tornja: tri kvadratne osnove, a četvrti (istočni) je bio kružnog oblika i uvučen zbog blizine Neretve. Unutar objekta bila je izgrađena dvoetažna palača u kojoj je stanovao vlasnik kompleksa, a sastojala se od prostorija na pročelju povezanih portikom s korintskim stupovima. Podovi su bili pokrivenim mozaikom a zidovi ukrašeni lažnim mramorom, dok su trijem na katu krasili korintski stupovi od korčulanskog kamena. Ekonomski dio prvobitne građevine iz 1. stoljeća, naprave za proizvodnju vina i ulja, te mlin i pekarna bili su uklopljeni u novu građevinu.
Na jugozapadnom zidu su postojala mala vrata pojačana jednim tornjem, a ostala vrata su bila široka i iz dva dijela. Sjeverna vrata, (Porta decumana) su bila ukrašena s dva ortostata, s prikazom akanta na jednom i vinove loze na drugom bloku. Istočna i zapadna vrata (Porta principalis, dextra i sinistra), su vjerojatno bila slična sjevernom ulazu, ali bez ukrašenih ortostata. Uz sva vrata bila su izgrađena stepeništa kao prilaz prsobranima. U unutrašnjosti objekta bile su izgrađene prostorije za smještaj radnika, ostave za alat, poljoprivredne proizvode te pet spremnika za ulje ukopanih u zemlju. Pronađeni su i ostaci nužnika čučavaca za poslugu, a postojalo je i četiri ili pet odvodnih kanala. Mogorjelo je opskrbljivalo rimski grad Naronu, i vjerojatno je služilo u obrani grada i okolice.
Krajem 4. stoljeća utvrdu su osvojili i djelomice uništili Vizigoti pod vodstvom Alarika I. U 5. stoljeću su izgrađene dvije ranokršćanske bazilike iskoristivši zidine prvobitne utvrde. U srednjem vijeku pa sve do kraja 19. stoljeća na ovom lokalitetu su se vršila ukopavanja pokojnika.

## Arheološki nalazi
| Na lokalitetu Mogorjela arheolozi su pronašli nakit dalmatinsko-hrvatske skupine, mač iz karolinškoga doba, koplje, te mamuze i pojasnu garnituru. Pronađeni su i antički sarkofag iz 5. stoljeća s akroterijima, grobne stele, dijelovi arhitektonske plastike, grubo obrađeno kamenje iz 4. do 6. stoljeća, sitni metalni predmeti, fibule, novac, keramika te tri stećka. Među zanimljivijim nalazima ističu se tri željezna ulomka od kojih dva sa zupcima ili češljevima vjerojatno pripadaju dijelu tkalačkog stana. Na njima je na slobodnom dijelu između češljeva ukucan Kristov monogram. |

## Namjena Mogorjela
Carl Patsch je smatrao da je Mogorjelo bio rimski kaštel, jedna u nizu rimskih utvrda između Krke i Neretve, iako kasnija istraživanja nisu u cjelini potvrdila njegovo mišljenje. Jakim bedemima, kulama te svojim tlocrtom Mogorjelo je nalikovalo logoru. Tome je išla u prilog lokacija u klinu ušća Trebižata u Neretvu, što je zaštićeno područje s kojega se mogao braniti potencijalni napad prema Naroni. Drugi su, pak, znanstvenici zastupali tezu da je Mogorjelo bio utvrđeni veliki posjed, tj. villa rustica ili palatium, što je neosporno i sigurno tek nakon obnove od razaranja Gota.

## Istraživački i konzervatorski radovi
Istraživački i konzervatorski radovi na ovom lokalitetu su rađeni u više navrata. Prvi arheološki radovi izvođeni su od 1899. do 1903. pod vođenjem K. Patscha. Od 1903. do 1904. pristupilo se konzervaciji zidova, kada su zasađeni i čempresi. Ekipa Zemaljskog muzeja BiH 1947. je vršila istraživanje dijela groblja i raščišćavala teren unutar zdanja, a tom prilikom je prikupljeno dosta novog materijala, posebno iz doba ranog srednjeg vijeka. Druga konzervacija zidova započeta je 1951., a od 1952. do 1955. su nastavljeni radovi rekonstrukcije sjeveroistočnog zida. Restauracija i djelomična rekonstrukcija sjeverozapadne strane zida napravljena je od 1961. do 1962. Antički torkular djelomično je restaurirao i rekonstruirao 1963. i 1964. arheolog Ivo Bojanovski.

## Galerija
- Stepenište, prilaz prsobranu na zapadnim vratima
- Ostatak kanala za otpad kod zapadnih vrata
- Spremnik za ulje ukopan u zemlju
- Antički torkular
- Istočni obrambeni kružni toranj

## Vanjske poveznice
- Đuro Basler: Konzervatorski zahvat na Mogorjelu
- Đuro Basler: Bazilike na Mogorjelu
- Torkular u Mogorjelu